# 複素測度
数学の、特に測度論の分野における複素測度（ふくそそくど、英: complex measure）とは、複素数値を取ることも許すことで概念として一般化された測度のことである。すなわち、大きさ（長さ、面積、体積）が複素数であるような集合も、その測度に対して許されている。

## 定義
可測空間 (X,Σ) 上の複素測度 μ とは、正式には、Σ 上の複素数値関数
{\displaystyle \mu :\Sigma \to \mathbb {C} }
で、σ-加法的であるようなもののことを言う。すなわち、Σ に含まれる任意の素集合の列 (An)n に対し、
{\displaystyle \mu \left(\bigcup _{n=1}^{\infty }A_{n}\right)=\sum _{n=1}^{\infty }\mu (A_{n})}
が成り立つ。ただし、実数値符号付測度の場合と同様に、右辺の和は絶対収束するか発散するものとする。

## 複素測度に関する積分
複素数値可測関数の複素測度に関する積分は、単関数を用いた可測関数の近似による実数値関数の非負測度に関するルベーグ積分と同様に定義出来る。通常の積分の場合と同様に、より一般的なこの積分も、存在しないことや、無限大（複素無限）の値を取ることもあり得る。
また別の定義の仕方として、すでに利用可能な、非負測度に関する実数値関数の積分の概念を用いる方法がある。複素測度 μ の実部 μ1 および虚部 μ2 が有限値符号付測度であることはすぐに確かめられる。ハーン＝ジョルダン分解を用いることで、それらを、
{\displaystyle \mu _{1}=\mu _{1}^{+}-\mu _{1}^{-}}
および
{\displaystyle \mu _{2}=\mu _{2}^{+}-\mu _{2}^{-}}
に分けることが出来る。ただし、μ1+, μ1-, μ2+, μ2- は有限値非負測度である（また、とある意味において一意である）。すると、モーメントについて実数値である可測関数 f に対して、次の形で積分を定義することが出来る：
{\displaystyle \int _{X}\!f\,d\mu =\left(\int _{X}\!f\,d\mu _{1}^{+}-\int _{X}\!f\,d\mu _{1}^{-}\right)+i\left(\int _{X}\!f\,d\mu _{2}^{+}-\int _{X}\!f\,d\mu _{2}^{-}\right)}
ただし、この右辺が定義できる場合に限る。すなわち、右辺の四つの積分はすべて存在し、それらを加減しても不定形 ∞−∞ にはならない場合に限る。
与えられた複素数値可測関数に対し、その実部と虚部を上述のように分けて積分することで、次を得る。
{\displaystyle \int _{X}\!f\,d\mu =\int _{X}\!\Re (f)\,d\mu +i\int _{X}\!\Im (f)\,d\mu .}

## 複素測度の変分と極分解
複素測度 μ に対し、その変分（variation）あるいは絶対値（absolute value） |μ| は次の式で定義される：
{\displaystyle |\mu |(A)=\sup \sum _{n=1}^{\infty }|\mu (A_{n})|}
ここで A は Σ に属し、上限は合併が A となるような素集合 (An)n の列すべてに対して取られるものとする。集合 A を有限の回数で可測部分集合へと区分するとき、同値な定義を得ることが出来る。
|μ| は非負の有限測度であることが分かる。複素数が極形式で表現されるのと同様に、複素測度に対しては極分解（polar decomposition）が存在する：実数値の可測関数 θ で、
{\displaystyle d\mu =e^{i\theta }d|\mu |\,}
を満たすようなものが存在する。ただしこの式は
{\displaystyle \int _{X}f\,d\mu =\int _{X}fe^{i\theta }\,d|\mu |}
が任意の絶対可積分可測関数 f に対して成立することを意味する。ここで f が絶対可積分であるとは
{\displaystyle \int _{X}|f|\,d|\mu |<\infty .}
が成り立つことを言う。ラドン＝ニコディムの定理を使うことで、この変分が測度であることと、極分解の存在を証明することが出来る。

## 複素測度の空間
二つの複素測度の和はふたたび複素測度であり、複素測度と複素数の積もまた複素測度である。したがって、可測空間 (X, Σ) 上のすべての複素測度からなる集合はベクトル空間を構成する。さらに、全変動 ||μ|| は
{\displaystyle \|\mu \|=|\mu |(X)\,}
によって定義されるので、これをノルムとすることで、そのような複素測度の空間はバナッハ空間となる。